# Serdar Eylik
Serdar Eylik, né le 1er février 1990, est un footballeur turc évoluant a Denizlispor au poste de milieu de terrain. Il fait ses débuts avec l'équipe première du Galatasaray le 23 juillet 2009.